# Dendronephthya lokobeensis
Dendronephthya lokobeensis is een zachte koraalsoort uit de familie Nephtheidae. De koraalsoort komt uit het geslacht Dendronephthya. Dendronephthya lokobeensis werd voor het eerst wetenschappelijk beschreven door Verseveldt. 